# The Blitz
The Blitz betegner en serie af tyske bombeangreb udført af Luftwaffe mod London og andre byer i det sydlige Storbritannien under 2. verdenskrig, her især Coventry Blitz (fra 7. september 1940 til 10. maj 1941).